# Église du Cœur-Immaculé-de-Marie de Burmarrad
Pour les articles homonymes, voir église du Cœur-Immaculé-de-Marie.
L'église du Cœur-Immaculée-de-Marie est une église catholique située à Burmarrad, à Malte. Sa dédicace remonte au 30 mai 1964[réf. nécessaire].